# Fermentek
Fermentek Ltd. är ett bioteknologiskt företag, som finns i Jerusalem, Israel. Företaget specialiserar sig på forskning, utveckling och tillverkning av biologiskt aktiva, naturliga produkter som är isolerade från mikroorganismer och naturliga källor som växter och alger.